# Kiša metaka
Kiša metaka je bio splitski rap glazbeni sastav koji je samostalno započeo s radom 2011. godine.
Članovi sastava bili su Krešo Bengalka, Papi Para, Vuk Oreb, Kid Rađa, Vojko V i DJ Vrh.

## Povijest
Papi Para pokrenuo je ideju za grupu čiji bi članovi bili on, Krešo Bengalka i Kid Rađa. Prema Krešu Bengalki u intervjuu iz 2013. godine, ime grupe je "nastalo prije nekih desetak godina", no "ovo šta radimo nismo shvaćali dovoljno ozbiljno". U istom intervjuu navodi da su "negdje krajem 2011. godine se počeli vraćati na tu ideju i započeli ozbiljnije gradit ovu priču koju imamo sada". Prije objave prvog albuma, članovi sastava gostovali su na albumima sastava Dječaci, no nisu bili aktivni kao kolektiv.
Prvi album izdali su u ožujku 2013. godine, a nosi isti naziv kao i grupa − "Kiša metaka" (poznat i kao "Folder"). Album su slijedili koncerti i nastupi na raznim lokacijama. Drugi album, pod nazivom "Folder 2", objavljen je u prosincu 2014. godine.
Nakon drugog albuma sastav je postao neaktivan, a članovi su započeli solističke karijere. Krešo Bengalka izdao je 2016. svoj prvi solo singl ("Pobjeda"), a 2017. godine prvi solo album ("Finale"). U intervjuu iz 2018. godine navodi da "Krešo Bengalka solo nema dlake na jeziku, skrivenih namjera i bježanja od stvarnog lika, dok je Krešo Bengalka u Kiši metaka bio više parodija na tog lika". Vojko V izdao je prvi solo album 2018. godine ("Vojko") s kojim je osvojio tri Porina. U intervjuu iz 2018. godine navodi da "teško [da će nastati novi album Dječaka ili Kiše metaka]".

## Diskografija
- Kiša metaka (ponekad Folder, 2013.)
- Folder 2 (ponegdje se isto zove Kiša metaka, 2014.)